# النمو السكاني للمسلمين

جمهرة المسلمين في العالم وفق النسبة المئوية، حسب دراسة معهد بيو سنة 2014.

النمو السكاني للمسلمين يشير إلى موضوع النمو السكاني في الأمة الإسلامية. تزايد عدد المسلمين حول العالم بنسبة 7 أضعاف خلال المئة عام المنصرمة، من 221 مليون بنسبة 15% من البشر في عام 1910م، إلى 1.553 مليار بنسبة 22.5% من البشر في عام 2010، ومن المتوقع أن يزيد عدد السكان المسلمين بين عامي 2015 و2060 بنسبة 70%. هذا بالمقارنة مع نمو سكان العالم بنسبة 32% خلال نفس الفترة. يعد متوسط العمر الصغير وارتفاع معدل الخصوبة لدى المسلمين مقارنة بالمجموعات الدينية الأخرى من العوامل المهمة وراء النمو السكاني للإسلام مقارنة بالأديان الأخري. كان متوسط معدل النمو السكاني في البلدان ذات الأغلبية المسلمة في عام 2006 يقدر بنسبة 1.8% سنويًا (عندما يؤخذ في الحسبان نسبة المسلمين وحجم السكان). ويقارن هذا مع معدل نمو سكان العالم الذي يقدر بنسبة 1.12% سنويا. اعتبارًا من عام 2011، فإنه من المتوقع أن عدد السكان المسلمين في العالم سينمو مرتين أسرع بالنسبة إلى غير المسلمين. وعلى مدى السنوات العشرون المقبلة. وبحلول عام 2030، سوف يشكل تعداد المسلمين أكثر من ربع عدد السكان في العالم.
تظهر أغلب الدراسات في القرن الواحد والعشرين، أنه من حيث النسبة المئوية والانتشار العالمي، يعد الإسلام أسرع ديانات العالم نمواً. يتنبأ مركز بيو للأبحاث أن نمو أتباع الإسلام في العالم من المتوقع أن يكون أكبر من نمو غير المسلمين بحلول عام 2050 لعدة أسباب في مقدمتها صغر الأعمار النسبي وارتفاع معدل الخصوبة. بينما لا يوجد للتحول الديني تأثير كبير في ذلك، حيث تظهر دراسات أنه لا وجود لفارق عددي كبير بين المتحولين إلى الإسلام وتاركيه. وذكر المركز أيضاً أنه لن يكون للتحول الديني تأثير كبير على نمو جميع الأديان بما في ذلك الإسلام، حيث أن السبب الرئيسي وراء نمو الأديان هو معدل المواليد. ووفقاً لدراسة نشرتها مركز بيو للأبحاث عام 2019، لدى المسلمين معدلات خصوبة أعلى من المسيحيين في جميع أنحاء العالم، ويُعد التحصيل العلمي المتدني للمرأة المسلمة عاملاً محتملاً لارتفاع معدل الخصوبة للمرأة المسلمة؛ حيث وجد علماء الديموغرافيا أن التحصيل العلمي العالي بين النساء مرتبط بانخفاض معدلات الخصوبة.
وفقا للتوقعات لعام 2050 من قبل مركز بيو للأبحاث، بين 2010 و2050 سيكون هناك صافي مكاسب للإسلام من خلال التحول الديني من الديانات الأخرى بحوالي (3 مليون) وستكون معظم المكاسب الصافية في أفريقيا جنوب الصحراء الكبرى، وهذا قد يجعل الإسلام ثاني أكبر ديانة من حيث المكاسب الصافية من خلال التحول الديني بعد الإلحاد. وتكشف الدراسة أيضا أنه بحلول عام 2050 سيكون هناك تكافؤ تقريبا بين المسلمين (2.8 مليار أو 30% من السكان) والمسيحيين (2.9 مليار أو 31%)، ربما لأول مرة في التاريخ. وفقا لمركز بيو للأبحاث من المتوقع أن عدد المسلمين سيساوي عدد السكان المسيحيين بحلول عام 2070. في حين أن كل الأديان سوف تنمو ولكن المسلمين سوف يتجاوزون عدد السكان المسيحيين بحلول عام 2100، سيكون السكان المسلمين (35% من العالم) أكثر بمقدار 1% من السكان المسيحيين (34%). بحلول نهاية عام 2100 من المتوقع أن يفوق عدد المسلمين عدد المسيحيين. وفقا لنفس الدراسة، لارتفاع النمو السكاني للمسلمين من المتوقع أن ترتفع نسبتهم إلى 30% (2050) من سكان العالم بعد أن كانت 23% (2010). حيث يشكك الباحث دارين إي شيركات ما إذا كانت بعض توقعات النمو السكاني للمسلمين دقيقة لأنها لا تأخذ في الاعتبار العدد المتزايد للمسلمين غير المتدينين.

## تحديد النسل الإسلامي
العزل شكل من أشكال تحديد النسل، هو ممارسة معروفة في زمن النبي محمد. عمر وعلي، الثاني والرابع من الخلفاء الراشدين، على التوالي، قد دافعوا عن هذه الممارسة.
قام علماء المسلمين على سبيل المثال بمد أساليب العزل، من قبل تمثيل (منطق)، لإيضاح الأشكال الأخرى المسموح بها لمنع الحمل، حيث تخضع لثلاثة شروط:
1. حيث أن الذرية هي من حق كل من الزوج والزوجة، يجب استخدام طريقة منع الحمل مع موافقة الطرفين.
2. الطريقة يجب أن لا تسبب العقم الدائم.
3. الطريقة يجب أن لا تسبب ضررا دائما بالجسم.

## في العالم
- وفقا لمؤسسة كارنيغي للسلام الدولي، وقاعدة البيانات العالمية المسيحية اعتبارًا من عام 2007 قدرت أسرع ستة أديان انتشارا في العالم أن تكون هكذا:الإسلام (1.84%)، والبهائية (1.7%)، السيخية (1.62%)، جاينية (1.57%)، الهندوسية (1.52%)، والمسيحية (1.32%). وذكرت أن معدلات المواليد المرتفعة تعد سببا رئيسيًا للنمو.[34] ووفقًا دليل أكسفورد للتحويل الديني يحل الإسلام في الترتيب الثاني من حيث صافي الربح من المتحولين والذي يقدر بحوالي مليون سنوياً وذلك بعد المسيحية، بالمقابل فإن معظم الزيادة في أعداد المسلمين هي نتيجة طبيعية للولادة، حيث يكسب الإسلام سنوياً 22 مليون بسبب معدل الولادة.[35] وبحسب موسوعة غينيس للأرقام القياسية فإن الإسلام يعد الدين الأسرع نموًا في العالم من حيث عدد التحولات في الفترة ما بين 1990 و2000.[36]
- المونسنيور فيتوريو فورمينتي، الذي يجمع الكتاب السنوي للفاتيكان، قال في مقابلة مع صحيفة الفاتيكان لوسيرفاتوري رومانو أنه للمرة الأولى في التاريخ «أننا لم نعد في القمة: المسلمين تجاوزوا عددنا. وقال إن الكاثوليك يمثلون 17.4 في المئة من سكان العالم -وهي نسبة مئوية مستقرة في حين كان المسلمون يمثلون 19.2 في المئة-.» صحيح أنه من المعروف أن الأسر المسلمة، لا تزال تنجب الكثير من الأطفال، والمسيحية على العكس من ذلك تميل إلى أن تكون لديها أقل وأقل من الأطفال.[37]
- بحسب دراسة لمركز بيو للأبحاث نُشرت عام 2014 يعيش 53% من مجمل المسلمين في العالم في ستة دول وهي إندونيسيا والهند وباكستان وبنغلاديش ونيجيريا ومصر.[38]
- بحسب دراسة لمركز بيو للأبحاث نُشرت عام 2015 كان هناك 1.8 مليار مسلم في العالم، يشكلون ثاني أكبر الجماعات الدينية بعد المسيحيين. بين عام 2010 وعام 2015، وُلد ما يقدر بنحو 213 مليون طفل لأمهات مسلمات وتوفي ما يقرب من 61 مليون مسلم - وهي زيادة طبيعية تٌقدر بحوالي 152 مليون.[39] بين عام 2010 وعام 2015 كان حوالي 33% من مجمل المواليد في العالم لأمهات مسيحيات وحوالي 32% لأمهات مُسلمات وحوالي 10% لأمهات من دون انتماء ديني، بالمقابل كان 37% من مجمل الوفيات في العالم لمسيحيين وحوالي 21% لمُسلمين وحوالي 15% لأشخاص من دون انتماء ديني. تعد فروق الخصوبة بين الجماعات الدينية أحد العوامل الرئيسية وراء الاتجاهات السكانية الحالية وستكون مهمة للنمو في المستقبل؛ في عام 2015 كان لدى المسلمين أعلى معدل للخصوبة (2.9)، وكان المسلمون المجموعة الدينية الأصغر عمراً مع متوسط عمر (24 عامًا).[39]
- بحسب دراسة لمركز بيو للأبحاث نُشرت عام 2015؛ من المتوقع أن يعتنق الإسلام حوالي 1.3 مليون شخص حول العالم بين عام 2015 وعام 2020، في حين من المتوقع أن يرتدّ أو يترك الإسلام حوالي 880,000 شخص. أي أن صافي الربح من المتحولين يُقدر بحوالي 420,000 شخص.[39] وهي ستشكل نسبة صغير من النمو العددي للمسلمين.[39]
- وفقاً لدراسة نُشرت من قبل مركز بيو للأبحاث عام 2019 يعيش المسلمين حول العالم في أسر أكبر حجماً في المتوسط، مع غير المسلمين (6.4 مقابل 4.5 من الأفراد)؛ وهي أكبر نسبة بالمقارنة مع أي مجموعة دينية أخرى.[40] أحد الأسباب التي تجعل المسلمين يعيشون في أسر أكبر هو أنهم يميلون إلى إنجاب المزيد من الأطفال مقارنةً بالجماعات الدينية الأخرى،[40] كما أنّ المسلمون في جميع أنحاء العالم هم أيضاً شباب نسبيا. ويرتبط هذا النوع من الأسرة، على وجه الخصوص، بمستويات منخفضة من التنمية الاقتصادية.[41] الأسر المسلمة الأصغر حجماً تتواجد أوروبا (4.1)، وبهامش واسع - تتواجد أكبر الأسر المسلمة حجماً في أفريقيا جنوب الصحراء (8.5) وفي الشرق الأوسط وشمال أفريقيا (6.3) وفي آسيا والمحيط الهادئ (6.0).[40] ووفقاً للدراسة، لدى المسلمين معدلات خصوبة أعلى من المسيحيين في جميع أنحاء العالم، ويُعد التحصيل العلمي المتدني للمرأة المسلمة عاملاً محتملاً لارتفاع معدل الخصوبة للمرأة المسلمة.[23]

### النمو المتوقع للإسلام بحلول 2050
- بعض التوقعات كما يلي:[42]

1. «إذا استمر الوضع الحالي، فإنه بحلول 2050 سيعادل عدد المسلمين حول العالم عدد المسيحيين تقريبا.»
2. «في أوروبا، سيشكل المسلمون 10% من عدد السكان الإجمالي.»
3. في الهند، ستظل الأغلبية هندوسية، ولكن ستصبح الهند أكبر مقر للمسلمين في العالم، متجاوزة إندونيسيا" التي تملك أكبر عدد من المسلمين في العالم سنة 2015.
4. «في الولايات المتحدة،» سيتجاوز عدد المسلمين عدد اليهود، «وبذلك لن تعود اليهودية أكبر أقلية دينية في البلاد.»

- بعض الأسباب المعطاة هي كالتالي:[42]

1. التغير في عدد منتسبي الديانات حول العالم هو “مدفوع بصورة أساسية بالاختلافات في معدلات الخصوبة وحجم فئة الشباب بين أديان العالم الرئيسية، بالإضافة إلى التحول الديني.”
2. معدلات الخصوبة. من المتوقع أن يزيد عدد سكان العالم «إلى 9.3 مليار، بزيادة 35%» بين 2010 و2050، على الرغم من ذلك، «خلال نفس الفترة، المسلمون، الذين يتمتعون بمجتمع شاب نسبيا مع ارتفاع معدل المواليد، من المتوقع أن يزدادوا بنسبة 73%.» يستفيد نمو الإسلام من عامل الخصوبة حيث أنه «عالميا، لدى المسلمين معدل خصوبة عال، بمتوسط 3.1 طفل للمرأة الواحدة.»
3. حجم فئة الشباب. «في 2010، أكثر من ربع سكان العالم (27%) كانوا تحت سن 15. ولكن نسبة أعلى من المسلمين (34%) كانوا تحت سن 15.»
4. عدد كبار السن. في 2010، «11% من عدد سكان العالم قد تجاوزوا سن الستين،» ولكن فقط 7% من المسلمين كانوا قد تجاوزا هذا السن.
5. التحول الديني. بين 2010 و2050 من المتوقع أن الإسلام سيكتسب (ربحا صافيا) 3,220,000 شخص عن طريق التحول من معتقدات أخرى، أغلبهم سيكونون في أفريقيا جنوب الصحراء (2.9 مليون). أيضا، من المعتقد تحول 1.3 مليون إلى الإسلام في مقابل تحول 880,000 منه، وسيكون العدد المكتسب 420,000 بين 2015 و2020.
6. الهجرة. تعد الهجرة ثالث أسباب النمو السكاني الإسلامي. على سبيل المثال، 1.8% من النمو المتوقع في أوروبا سيكون ناتجا عن الهجرة.

## آسيا والمحيط الهادي
الإسلام هو الدين السائد في آسيا. وفقًا لمركز بيو للدراسات، إن ما يقرب من ثلاثة من بين كل عشرة أشخاص يعيشون في مناطق آسيا والمحيط الهادئ في عام 2030 (27.3%) سيكون مسلمًا، وهذه النسبة تشهد ارتفاعًا مقابل نحو (24.8%) في عام 2010 وحوالي الخمس في عام 1990 (21.6%). ومن المتوقع بحسب نفس المصدر أن ترتفع نسبة المسلمين في آسيا والمحيط الهادي في 2050 إلى 29.5% من السكان. وبحلول عام 2050 من المتوقع أن تؤوي آسيا (52.8%) من مسلمي العالم. ومن المتوقع أن يعيش أكثر من 37% من مسلمي العالم في الهند وباكستان وإندونيسيا وبنغلاديش عام 2050، ومن المتوقع أن تضم هذه الدول حوالي مليار مسلم. ووفقًا لتوقعات لمركز بيو للأبحاث للفترة بين 2010-2050 حول أعداد المسلمين، لن يكون التحول الديني سبباً في نمو السكان المسلمين من حيث النسبة، حيث سيتحول للإسلام نحو 1.5 مليون شخص في مقابل ترك 570 ألف للإسلام في نفس الفترة. في حين من المتوقع أن تؤثر الهجرة على نسبة المسلمين في مناطق آسيا والمحيط الهادي بين 2010 و2050 بنحو 0.1% من سكان المنطقة.
بين عام 2010 وعام 2015 كانت معدل الخصوبة بين المسلمين في آسيا والمحيط الهادي الأعلى بين الجماعات الدينية المختلفة والذي قدر بحوالي 2.6 وهو أعلى أيضاً من معدل الخصوبة العام في المنطقة البالغ 2.1، وفي عام 2010 كانت معدل الأعمار بين مسلمي القارة حوالي 24 وهو أقل من معدل الأعمار العام البالغ 29. وبين عام 2050 و2055 من المتوقع أن تنخفض الخصوبة بين مسلمي القارة إلى 1.9 ومن المتوقع أن تبقى أعلى من معدل الخصوبة العام في المنطقة والذي سيبلغ 1.9، وفي عام 2050 من المتوقع أن يرتفع معدل الأعمار إلى 37 ومن المتوقع أن يبقى أقل من المتوسط العام والذي من المتوقع أن يبلغ 41.
ينمو عدد المسلمين في الهند بمعدل أسرع من الهندوس الذين يشكلون أغلبية سكان النهد، ومن المتوقع وفقا لمركز بيو أن ترتفع نسبة المسلمين من 14.9% من سكان الهند في عام 2015 إلى 19.4% (أو 333 مليون شخص) في 2060. نسبة الأطفال الصغار (الذين تتراوح أعمارهم بين 0-6 سنوات) إلى إجمالي عدد السكان هي أيضا أعلى بكثير بين المسلمين مقارنًة بين الهندوس في الهند.
ولقد وضع علماء الديموغرافيا قدمًا عدة عوامل وراء ارتفاع معدلات المواليد بين المسلمين في الهند. أشار أيضًا علماء الاجتماع إلى أن العوامل الدينية يمكن أن تفسر ارتفاع معدلات المواليد بين المسلمين. وتشير الإستطلاعات إلى أن المسلمين في الهند كانوا أبعد ما يكون على إستعداد لتبني تدابير تنظيم الأسرة وعملوا على تسهيل الزواج من الفتيات المسلمات في سن أصغر بكثير بالمقارنة مع الفتيات الهنود . وفقًا لبول كورتز فإن المسلمين في الهند هم أكثر مقاومة لوسائل منع الحمل الحديثة مقارنة مع الهنود الآخرين، ونتيجة لذلك، فإن الانخفاض في معدل الخصوبة بين النساء غير المسلمات هو أعلى بكثير بالمقارنة مع النساء المسلمات.
ووفقًا للجنة 2006 التي عينت من قبل رئيس الوزراء الهندي مانموهان سينغ، إذا استمر الإتجاه الحالي على هذا النحو، فإنه بحلول نهاية القرن ال21 ستصل أعداد السكان المسلمين في الهند إلى 320-340 مليونًا من البشر (أو 18-19% من مجموع السكان الهنود المتوقعين). بحلول عام 2011، أشارت التقديرات إلى أن المسلمين يمثلون حوالي 14.6% من سكان الهند. الهند لديها ثالث أكبر عدد من المسلمين وأكثر من أي بلد آخر في العالم، بإستثناء باكستان واندونيسيا. بحسب مصادر، وثق مركزان معتمدان في منطقتين بالهند تحول 5793 شخص للإسلام لديهما من 2011 إلى 2015، ومن المتوقع أن تكون الأعداد أكبر بكثير في المراكز الأخرى خصوصا غير المعتمدة. ووفقا لأحد المصادر سنة 2018 اعتمادا على تقرير حكومي يتحول الآلاف من الهندوس للإسلام في الهند، بينما أشار مصدر سنة 1994 إلى حالات تحول جماعية لمسلمين هنود إلى الهندوسية، خصوصا المسلمين اسميا، الذين احتفظوا بالعديد من المعتقدات والعادات الهندوسية. وبين عام 2010 وعام 2015 كانت معدل الخصوبة بين مسلمي الهند حوالي 3.2 وهو أعلى من معدل الخصوبة العام في البلاد البالغ 2.5، وفي عام 2010 كانت معدل الأعمار بين مسلمي البلاد حوالي 22 وهو أقل من معدل الأعمار العام البالغ 25.
وفقا لمركز بيو، مثل المسلمون في سريلانكا نحو 9.8% من إجمالي السكان سنة 2010، ومن المتوقع بحسب المركز أن ترتفع النسبة بحلول 2050 إلى 12.3%. وبين عام 2010 وعام 2015 كانت معدل الخصوبة بين مسلمي سريلانكا حوالي 2.8 وهو أعلى من معدل الخصوبة العام في البلاد البالغ 2.2، وفي عام 2010 كانت معدل الأعمار بين مسلمي البلاد حوالي 26 وهو أقل من معدل الأعمار العام البالغ 31. وبين عام 2010 وعام 2015 كانت معدل الخصوبة بين مسلمي تايلاند حوالي 2.4 وهو أعلى من معدل الخصوبة العام في البلاد البالغ 1.5، وفي عام 2010 كانت معدل الأعمار بين مسلمي البلاد حوالي 27 وهو أقل من معدل الأعمار العام البالغ 34. ووفقا لمركز بيو، مثل المسلمون في تايلاند نحو 5.5% من إجمالي السكان سنة 2010، ومن المتوقع بحسب المركز أن ترتفع النسبة بحلول 2050 إلى 8.3%. بالمقابل ووفقاً لتعداد السكان إنخفضت نسبة المسلمين من 4.9% في عام 2010 إلى 4.2% في عام 2015، كما انخفضت أعداد المسلمين من 3.2 مليون في عام 2010 إلى 2.8 مليون في عام 2015. وبحسب دراسة بيو، مثل المسلمون في سنغافورة نحو 14.3% من إجمالي السكان سنة 2010، ومن المتوقع بحسب المركز أن ترتفع النسبة بحلول 2050 إلى 21.4%، وبحسب الدراسة فإن الهجرة من ماليزيا والهند إلى سنغافورة ساهمت في زيادة أعداد المسلمين. وبين عام 2010 وعام 2015 كانت معدل الخصوبة بين مسلمي سنغافورة حوالي 2 وهو أعلى من معدل الخصوبة العام في البلاد البالغ 1.4، وفي عام 2010 كانت معدل الأعمار بين مسلمي البلاد حوالي 33 وهو أقل من معدل الأعمار العام البالغ 38. بالمقابل بحسب التعداد السكاني انخفضت نسبة المسلمين في سنغافورة من 16.2% في عام 1980 إلى 14% في عام 2015. ووفقا لمنظمة «دار الأرقام» أو رابطة المسلمون المتحولون يتحول نحو 600 شخص للإسلام سنويا في سنغافورة، وقد كان المعدل في سبعينيات القرن الماضي نحو 200 سنويا، وفي الثمانينيات 400 سنويا، و500 سنويا في أوائل القرن الحالي.
وفقا لتقدير 2011، بلغت نسبة المسلمين في بروناي نحو 78.8% من السكان، وقد ازداد معدل اعتناق الإسلام منذ 1959، وبحلول 2013 بلغ العدد 16859 معتنق للإسلام بحسب مركز دعوى الإسلامي.
في الفلبين، بلغت نسبة المسلمين سنة 2010 نحو 5.5% من إجمالي السكان وفقا لمركز بيو، ومن المتوقع أن تزداد نسبتهم إلى نحو 6% بحلول 2050، وأن تزداد أعدادهم من نحو 5 ملايين إلى نحو 9 ونصف مليون شخص، وبين عام 2010 وعام 2015 كانت معدل الخصوبة بين مسلمي الفلبين حوالي 3.7 وهو أعلى من معدل الخصوبة العام في البلاد البالغ 3، وفي عام 2010 كانت معدل الأعمار بين مسلمي البلاد حوالي 20 وهو أقل من معدل الأعمار العام البالغ 22. بينما تشير تقديرات للجنة الوطنية للفلبينيين المسلمين والتي تعود لسنة 2012 أن نسبة المسلمين حوالي 11% من إجمالي السكان. ووفقا لإحدى الدراسات، فإن البيانات المتوفرة مؤخراً حول عدد المتحولين للإسلام خصوصا من المسيحية في الفلبين تشير إلى أنها «ظاهرة متنامية بسرعة».
وفي أستراليا شكل المسلمون نحو 2.4% من السكان في 2010 وفقا لمركز بيو، ومن المتوقع بحسب الدراسة أن ترتفع النسبة إلى 4.9% في 2050، وبين عام 2010 وعام 2015 كانت معدل الخصوبة بين مسلمي أستراليا حوالي 3 وهو أعلى من معدل الخصوبة العام في البلاد البالغ 1.9، وفي عام 2010 كانت معدل الأعمار بين مسلمي البلاد حوالي 26 وهو أقل من معدل الأعمار العام البالغ 37. ووفقاً لحليم إدريس يشكل المتحولون للإسلام 10% (حوالي 50 ألف شخص) من إجمالي المسلمين في أستراليا.
في بابوا غينيا الجديدة، نما عدد المسلمين بنسبة 500% منذ 2001 إلى نحو 5,000 شخص، بصورة أساسية بسبب التحول للإسلام، ومن المتوقع أن يستمر النمو على الرغم من التوقع بأن يظل المسلمون أقلية في المستقبل المنظور. ووفقا لتقرير هناك تزايد في التحول من المسيحية للإسلام، وبحسب تقرير هناك قرى بأكملها تحولت للإسلام. وبحسب مركز بيو للأبحاث كانت نسبة المسلمين أقل من 0.1% من سكان بابوا غينيا الجديدة في عام 2010، ومن المتوقع أن تبقى النسبة أقل من 0.1% من السكان في عام 2050.
وفي فيجي انخفضت نسبة المسلمين بنسبة من 7% حسب تعداد السكان عام 1996 إلى 6.4% حسب تعداد السكان في عام 2007، وشهدت أعداد المسلمين تراجعاً من 54 ألف في عام 1996 إلى 52 ألف في عام 2007. ووفقا لمركز بيو، بلغت نسبة المسلمين سنة 2010 نحو 6.3% ومن المتوقع أن تظل النسبة ثابتة بحلول 2050، وأن تزداد الأعداد من حوالي 50 ألف شخص إلى حوالي 80 ألف.
حوالي 97.0% من الباكستانيين هم من المسلمين. تمتلك باكستان ثاني أكبر عدد من المسلمين في العالم بعد إندونيسيا. في باكستان، يعتقد أن دين محمد شيخ وهو أحد شيوخ الدعوة للإسلام قد نجح في تحويل نحو 108 ألف شخص من الهندوسية إلى الإسلام منذ 1989، خاصة في إقليم السند. وتشير تقارير إلى إجبار عدة مئات (أو ما يصل لألف وفقا لمصادر) من النساء والفتيات من الأقليات الدينية في باكستان سنوياً على اعتناق الإسلام.
ويتعرض السيخ في مقاطعة هانجو للضغط من أجل التحول إلى الإسلام من قبل مسؤول حكومي في عام 2017. وبحسب هيئة مراقبة حقوق الإنسان المستقلة في باكستان تم الإبلاغ عن حوالي 1,000 حالة للتحويل القسري إلى الإسلام لفتيات هندوسيات ومسيحيات في إقليم السند عام 2018. وتتعرض الأقليات المسيحية والهندوسية والسيخية في باكستان إلى الضرب أو الإغتصاب أو التهديد بالقتل من أجل التحول إلى الإسلام.
في منطقة البنغال، كانت نسبة المسلمين نحو 63.76% من السكان سنة 1871، وارتفعت النسبة إلى نحو 90.41% سنة 2011. وساهمت الإبادة الجماعية في بنغلاديش 1971 والتي ارتكبتها باكستان الغربية ضد باكستان الشرقية بسبب مطالبتها بحق تقرير المصير، وكان جزء رئيسي منها ضد السكان الهندوس، إلى نزوح عدد كبير من السكان الهندوس، وشكل الهندوس نحو 60% من اللاجئين البنغال إلى الهند حينها. وأجبر العديد من الهندوس على اعتناق الإسلام. ووفقا لدراسة، ترجع الزيادة في نسبة المسلمين بصورة كبيرة إلى التبادل القسري للسكان بين باكستان والهند، حيث هاجر المسلمون إلى شرق باكستان وغربها، بينما انتقل الهندوس إلى الهند.
كانت نسبة المسلمين في ماليزيا سنة 1960 نحو 46.43%. ووفقا لمركز بيو، مثل المسلمون في ماليزيا نحو 63.7% من إجمالي السكان سنة 2010، ومن المتوقع بحسب المركز أن ترتفع النسبة بحلول 2050 إلى 72.4%، وأن تنخفض نسب البوذيين في المقابل. حيث تشير إلى أن معدل الخصوبة المرتفع بين أتباع الديانة الإسلامية هو واحد من الأسباب الرئيسية وراء الزيادة السكانية. وبين عام 2010 وعام 2015 كانت معدل الخصوبة بين مسلمي ماليزيا حوالي 2.9 وهو أعلى من معدل الخصوبة العام في البلاد البالغ 2.6، وفي عام 2010 كانت معدل الأعمار بين مسلمي البلاد حوالي 24 وهو أقل من معدل الأعمار العام البالغ 26. بحسب إحدى الدراسات، يتحول نحو 3600 شخص إلى الإسلام في ماليزيا كل عام، وبحسب باحثين، كان هناك تشكيك في دوافع ذوي الأصول الصينية، حيث يرى أحد الباحثين أنهم يتحولون أملاً للحصول على فوائد ويرى البعض أنه بسبب الزواج من مسلمين، وبعد التحول لا يمارسون حقاً الشعائر الإسلامية ولا يخلصون لدين الإسلام، وفي سبعينيات القرن الماضي كان هناك تمييز اقتصادي في بعض الجوانب لصالح ذوي الأصول الماليزية، لذا كان هناك اعتقاد بأن أغلبية المتحولين من ذوي الأصول الصينية يسعون وراء المميزات الاقتصادية. ولكن مع التقدم الاقتصادي في ثمانينيات وتسعينيات القرن الماضي تقلص الفارق في الحالة الاقتصادية بين ذوي الأصول الصينية والماليزية وتم إلغاء السياسات المفضلة لإثنية على الأخرى، وتذكر الدراسة ذلك كدحض للإدعاء الذي يفترض بأن المتحولين للإسلام من أصول صينية يسعون وراء المميزات الاقتصادية. بالإضافة لذلك، فمنذ ثمانينيات القرن الماضي لم يعد بإمكان المتحولين من ذوي الأصول الصينية تغيير إثنيتهم بمجرد التحول للإسلام.
في نيبال، وفقا لتقرير صحفي فقد كان هناك نمو في التحول للإسلام، وارتفع عدد المسلمين بصورة سريعة في السنوات الماضية، وقد تحول نحو 100 ألف شخص للإسلام آخر 15 سنة في نيبال وفقا لرئيس مجتمع نيبال الإسلامي، وأن الرقم من المتوقع أن ينمو في السنوات القادمة، وقد بلغت نسبة المسلمين نحو 4.4% من السكان وفقا لتعداد 2011، ومن المتوقع بحسب مركز بيو، أن ترتفع النسبة إلى نحو 6.6% من إجمالي السكان في نيبال سنة 2050. وبين عام 2010 وعام 2015 كانت معدل الخصوبة بين مسلمي النيبال حوالي 3.8 وهو أعلى من معدل الخصوبة العام في البلاد البالغ 2.6، وفي عام 2010 كانت معدل الأعمار بين مسلمي البلاد حوالي 18 وهو أقل من معدل الأعمار العام البالغ 21.
في اليابان، يبلغ عدد المسلمين نحو 70 ألف نسمة، منهم ربما 90% من الأجانب المقيمين ونحو 10% من اليابانيين. أو 100 ألف، أو 185 ألف سنة 2010 بحسب مركز بيو أي نحو 0.2% من السكان، وقد ازداد عدد المسلمين بين اليابانيين الأصليين من نحو 3 أو 4 أشخاص في 1941 إلى نصف عدد المسلمين في اليابان البالغ 30 ألف سنة 1982. ويُعتقد أن الأغلبية منهم من النساء اليابانيات المتزوجات من المهاجرين المسلمين الذين وصلوا خلال فترة الازدهار الاقتصادي في عقد 1980، ولكن هناك أيضًا عدد قليل من المفكرين الذين تحولوا إلى الإسلام. ويشير مصدر حديث أن الباحثين يقدرون أعداد المسلمين الأجانب في اليابان بحوالي 100,000 في حين تقدر أعداد المسلمين اليابانيين الأصليين بحوالي 10,000. وستستمر الأعداد في النمو بعد استقرار المهاجرين في اليابان وتكوينهم أسر. ومن المتوقع أن تصل نسبة المسلمين في اليابان إلى حوالي 0.3% في عام 2050.
الصين موطن لعدد كبير من أتباع الإسلام. وفقا لكتاب حقائق العالم لوكالة المخابرات المركزية، حوالي 1-2 ٪ من مجموع السكان في الصين هم من المسلمين. يشير تعداد عام 2000 إلى أنه قد يكون هناك ما يصل إلى 20 مليون مسلم في الصين. وخلصت دراسة عام 2009 أجراها مركز بيو للأبحاث، استنادا إلى الإحصاء السكاني الصيني، إلى أن هناك 21,667,000 مسلم في الصين، يمثلون 1.8% من مجموع السكان. وتتراوح تقديرات مستقلة لعدد المسلمين إلى 50 مليون أو أكثر. وفقا لدراسة سنة 2014 (نشرت 2017) من China Family Panel Studies على عينة بلغت 13,857 عائلة و31,665 فرد، بلغت نسبة المسلمين نحو 0.4% من السكان في الصين، وتعد الدراسة أحد أدق الدراسات حتى الآن. في الصين، كان النمو السكاني للمسلمين يقدر ب 2.7% خلال 1964-1982، مقارنة بنسبة 2.1% المتوقعة للسكان في العقدين القادمين اعتبارًا من عام 2011. مركز بيو للدراسات يتوقع تباطؤ نمو السكان المسلمين في الصين مما كان عليه في السنوات السابقة، مع اعتبار معدل الخصوبة للنساء المسلمات في الصين بنسبة 1.7. وعلى الرغم من ذلك، يتوقع المركز أنه بحلول 2030 ستصبح الصين في الترتيب التاسع عشر عالميا في عدد المسلمين، بسبب ارتفاع عدد السكان الكبير في الصين. كثير من المسلمين جعلوا حدًا لأنفسهم طوعًا في إنجاب طفل واحد في الصين منذ أن عمد أئمتهم إلى وعظهم عن فوائد التحكم في عدد السكان. على الرغم من ذلك، في بعض المناطق يسمح للناس للاختيار بين واحد وثلاثة أطفال. السياسة الصينية لتنظيم الأسرة تسمح لدى الأقليات، بما في ذلك المسلمين، أن يصل عدد إنجاب الأطفال إلى اثنين من الأطفال في المناطق الحضرية، وثلاثة إلى أربعة أطفال في المناطق الريفية. وفقا لمركز بيو، من المتوقع أن ترتفع نسبة المسلمين في الصين إلى 2.7% بحلول عام 2050. وبين عام 2010 وعام 2015 كانت معدل الخصوبة بين مسلمي الصين حوالي 2.3 وهو أعلى من معدل الخصوبة العام في البلاد البالغ 1.6، وفي عام 2010 كانت معدل الأعمار بين مسلمي البلاد حوالي 27 وهو أقل من معدل الأعمار العام البالغ 35.
يعد الإسلام حالياً الدين الثاني في روسيا بعد الديانة المسيحية الأرثوذكسية. في شهر يوليو من عام 2008 نشرت جريدة "برافدا الروسية" مقال توقعت فيه «أن الإسلام من الممكن أن يصبح دين روسيا الأول مع حلول عام 2050» بسبب ارتفاع معدل المواليد بين المسلمين. بالمقابل يشكّك باحثون في علم الاجتماع في دقّة هذه التقديرات ويعتبرون أنّه مبالغ فيها، ويقول رئيس قسم البحوث في معهد «حوار الحضارات» أليكسي مالاشينكو «إنّ مثل هذه التوقعات غير واقعية بالمرة، نظراً إلى عدم ارتفاع عدد المسلمين بوتيرة مماثلة». التحول للإسلام موجود أيضاً في روسيا، وفقا لأحد التقارير عام 2012 كان نحو 7% من إجمالي المسلمين في روسيا من المتحولين للإسلام، وأغلبهم تحولوا من الإلحاد أو اللادينية. وبين عام 2010 وعام 2015 كانت معدل الخصوبة بين مسلمي روسيا حوالي 1.6 وهو أعلى من معدل الخصوبة العام في البلاد البالغ 1.5، وفي عام 2010 كانت معدل الأعمار بين مسلمي البلاد حوالي 33 وهو أقل من معدل الأعمار العام البالغ 38.

### آسيا الوسطى
ارتفع عدد السكان المسلمين من 0.28 مليون أو 9.6٪ من إجمالي سكان هذه المنطقة في سنة 700، إلى 1.6 مليون أو 48.7٪ سنة 900، إلى 2.4 مليون أو 62.2٪ سنة 1100، إلى 3.4 مليون أو 69.4٪ سنة 1400، إلى 4.3 مليون أو 80.9٪ سنة 1500، إلى 5.8 مليون أو 85.2٪ سنة 1700، إلى 15 مليون أو 90.6 ٪ في عام 1900، إلى 68 مليون أو 87.4 ٪ سنة 2000، ومن المتوقع أن يصل إلى 99 مليون أو 91.0 ٪ في عام 2020.
في كازاخستان شكل المسلمون نحو 70.4% من السكان في 2010 وفقا لمركز بيو، ومن المتوقع بحسب الدراسة أن ترتفع النسبة إلى 77.4% في 2050. وبين عام 2010 وعام 2015 كانت معدل الخصوبة بين مسلمي كازاخستان حوالي 2.8 وهو أعلى من معدل الخصوبة العام في البلاد البالغ 2.5، وفي عام 2010 كانت معدل الأعمار بين مسلمي البلاد حوالي 27 وهو أقل من معدل الأعمار العام البالغ 29. وفي قيرغيزستان شكل المسلمون نحو 88% من السكان في 2010 وفقا لمركز بيو، ومن المتوقع بحسب الدراسة أن ترتفع النسبة إلى 92.4% في 2050. وبين عام 2010 وعام 2015 كانت معدل الخصوبة بين مسلمي قيرغيزستان حوالي 2.7 وهو أعلى من معدل الخصوبة العام في البلاد البالغ 2.6، وفي عام 2010 كانت معدل الأعمار بين مسلمي البلاد حوالي 23 وهو أقل من معدل الأعمار العام البالغ 24. وفي أذربيجان شكل المسلمون نحو 96.9% من السكان في 2010 وفقا لمركز بيو، ومن المتوقع بحسب الدراسة أن ترتفع النسبة إلى 98% في 2050.
حسب تقرير لمركز بيو عام 2012، كان نحو 11% من إجمالي المسلمين في كازاخستان من المتحولين للإسلام، وبلغت النسبة 5% في أوزبكستان. وبلغت نسبة من لم تتم تربيتهم على الإسلام (تحولوا للإسلام أو رفضوا الإجابة) 4% في قيرغيزستان، 2% في طاجيكستان، و1% في تركيا. وكانت أغلبية المتحولين في الدول السابقة قد تحولت من الإلحاد أو اللادينية.

### دول آسيا العربية
في البحرين، تظهر التعدادات انخفاضا مستمرا منذ عام 1971 في نسبة السكان المسلمين من 96٪ في عام 1950، إلى 70٪ في عام 2010. وهذا يرجع إلى اكتشاف النفط واستيراد العمال الأجانب من غير المسلمين. على الرغم من ذلك، تُظهر بيانات الإحصاء أن عدد المسلمين ارتفع من 0.11 مليون في عام 1950 إلى 0.30 مليون في عام 1981، إلى 0.53 مليون في عام 2001، وإلى 0.87 مليون في عام 2010. في الكويت، تظهر التعدادات كذلك انخفاضا مستمرا في نسبة السكان المسلمين من 94.4% في عام 1957، إلى 91.5% في عام 1980. وهذا يرجع إلى اكتشاف النفط واستيراد العمال الأجانب من غير المسلمين. على الرغم من ذلك، تُظهر بيانات الإحصاء أن عدد المسلمين ارتفع من 0.19 مليون في عام 1957 إلى 0.94 مليون في عام 1975، وإلى 1.24 مليون في عام 1980. في قطر، تظهر التعدادات انخفاضا في نسبة السكان المسلمين من 95% في عام 1986، إلى 78.5% في عام 2004. وهذا يرجع إلى اكتشاف النفط واستيراد العمال الأجانب من غير المسلمين. على الرغم من ذلك، تُظهر بيانات الإحصاء أن عدد المسلمين ارتفع من 0.35 مليون في عام 1986 إلى 0.58 مليون في عام 2005، ومن المتوقع أن يبلغ نحو مليوني في عام 2020.
في الأردن، ارتفعت نسبة المسلمين من 78,45% من السكان سنة 1914 إلى 98.43% سنة 2002، وبلغ عدد المسلمين حينها نحو 4,826,000 شخص. وترجع أسباب هذه الزيادة إلى حد كبير إلى ارتفاع معدلات المواليد المسلمين مقارنة مع غير المسلمين، وإلى تدفق قوي من المهاجرين المسلمين من الدول المجاورة، وهجرة غير المسلمين بالمقارنة مع المسلمين. في لبنان، أظهر إحصاء سنة 2007 ارتفاع نسبة المسلمين إلى 56% من السكان أو نحو 2.25 مليون شخص، ويعود السبب لمعدل الخصوبة المرتفع نسبيا للمسلمين ولهجرة غير المسلمين لأوروبا والأمريكتين للبحث عن فرص أفضل، ومن المتوقع أن تصل نسبة المسلمين لنحو 64% سنة 2050. في عمان، بلغت نسبة المسلمين نحو 87.70% سنة 1993 وبلغ عدد المسلمين نحو 1,769,851 شخص، ومن المتوقع أن يبلغ العدد 3,958,649 شخص سنة 2020 إذا ظلت النسبة ثابتة. في قطاع غزة، بلغ عدد المسلمين سنة 2007 نحو 1,415,126 ويمثلون نحو 99.9% من السكان، وفي الضفة الغربية بلغ عدد المسلمين سنة 2007 نحو 2,237,869 شخص ويمثلون نحو 98.15% من السكان.
وفقا لدائرة الشؤون الإسلامية والعمل الخيري التابعة لحكومة دبي، بلغ عدد المتحولين للإسلام بين 2007 و2011 نحو 12683 شخص في دبي. وبلغ العدد بين 2011 والشهر الثامن من 2013 نحو 6045 شخص. ووفقا لدائرة القضاء التابعة لحكومة أبو ظبي، فقد بلغ عدد المتحولين للإسلام في أبو ظبي من 2006 حتى منتصف 2016 نحو 13 ألفا و911 شخص. ووفقا لوزارة الشؤون الإسلامية والدعوة والإرشاد السعودية، فقد تحول 7242 شخص للإسلام عن طريق المكاتب التابعة للوزارة خارج السعودية خلال العام المالي الهجري 1437-1438، وبلغ العدد نحو 45 ألف متحول للإسلام داخل السعودية في نفس السنة. وفي الكويت، بلغ عدد حالات إشهار الإسلام رسميا لدى الوزارة 3192 في سنة 2013. وفي قطر، يتحول ألفا أجنبي للإسلام سنويا.

### إسرائيل
بلغت نسبة المسلمين في إسرائيل 17.8% من السكان أي 1.6 مليون سنة 2017، بعد أن كانت نحو 9.5% سنة 1949، ومن المتوقع أن تبلغ نحو 21% سنة 2050. وكانت نسبة زيادة السكان المسلمين السنوية 2.4% هي النسبة الأعلى بين مواطني إسرائيل. ويعد المسلمين في إسرائيل المجموعة الدينية الأكثر شباباً حيث أن 35% منهم تقل أعمارهم عن 14 سنة، وحوالي 3.9% تزيد أعمارهم عن سن 65. وبين عام 2010 وعام 2015 كانت معدل الخصوبة بين مسلمي إسرائيل حوالي 3.4 وهو أعلى من معدل الخصوبة العام في البلاد البالغ 2.9، وفي عام 2010 كانت معدل الأعمار بين مسلمي البلاد حوالي 21 وهو أقل من معدل الأعمار العام البالغ 30. وفقا لصحيفة «معاريف» الإسرائيلية، يبلغ معدل اعتناق الإسلام حوالى 100 شخص سنويا (كل سنة بين 2005-2007) طبقا للأوراق الرسمية لوزارة العدل الإسرائيلية، وازداد العدد في عام 2008 إلى 112، بينما قال مدير جمعية «عائلة إسرائيل للأبد» إن «الواقع أكبر من بيانات وزارة العدل»، وأشار إلى أن بيانات الوزارة تذكر الأشخاص الذين قرروا إثبات تغيير ديانتهم في الأوراق الرسمية المعتمدة من الدولة فقط، لكن في الواقع يوجد عدد أكبر من المواطنين اليهود في إسرائيل الذين تحولوا للإسلام دون أن يثبتوا ذلك في أوراقهم الرسمية خوفا من التعرض للنبذ الاجتماعى.

## أفريقيا

### أفريقيا جنوب الصحراء
بسبب ارتفاع معدل المواليد في المنطقة للسكان غير المسلمين أيضاً، من المعتقد أن نسبة المسلمين في المنطقة ستزداد زيادة صغيرة من 29.6% في 2010 إلى 31% من عدد سكان المنطقة في 2030. وحسب مركز بيو للأبحاث، بلغ عدد المسلمين في أفريقيا جنوب الصحراء عام 2010 نحو 242 مليون و500 ألف شخص، ويمثلون نحو 15% من عدد المسلمين الكلي، ونحو 30% من سكان المنطقة. ومن المتوقع بحسب الدراسة أن يزداد العدد بحلول 2030 ليبلغ 385 مليون و900 ألف شخص (وستصبح نسبتهم 17.6% من عدد المسلمين الكلي)، ومن المتوقع بحسب مركز بيو أن ترتفع نسبة المسلمين في 2050 إلى 35,3 من سكان أفريقيا جنوب الصحراء. ومن المتوقع أن يعيش 24.3% من مسلمي العالم في أفريقيا جنوب الصحراء عام 2050. ووفقًا لتوقعات لمركز بيو للأبحاث للفترة بين 2010-2050 حول أعداد المسلمين، سيكون التحول الديني سبباً في نمو السكان المسلمين في أفريقيا جنوب الصحراء بنحو 0.3%. وبحسب مركز بيو للأبحاث من المتوقع أن يكون معظم صافي مكاسب الإسلام من خلال التحول الديني من الديانات الأخرى (3.2 مليون) في أفريقيا جنوب الصحراء (2.9 مليون)، ومن المتوقع بين 2010 و2050 أن يتحول 9,260,000 إلى الإسلام في مقابل ترك 6,350,000 شخص لها خلال هذه الفترة. ويعد مسلمي أفريقيا جنوب الصحراء المسلمين الأكثر شباباً، في عام 2010 كان حوالي 46% منهم تقل أعمارهم عن 14، مع متوسط عمر يبلغ 17 سنة في عام 2010. وتتركز البلدان ذات الخصوبة المسلمة الأعلى في الفترة بين عام 2010 وعام 2050 في أفريقيا جنوب الصحراء، بما في ذلك النيجر (6.9) ونيجيريا (6.5) والصومال (6.3) ومالي (6.1) ورواندا (6.0) وملاوي (6.0).
بين عام 2010 وعام 2015 كانت معدل الخصوبة بين مسلمي أفريقيا جنوب الصحراء الأعلى بين الجماعات الدينية المختلفة والذي قدر بحوالي 5.6 وهو أعلى أيضاً من معدل الخصوبة العام في المنطقة البالغ 4.8، وفي عام 2010 كانت معدل الأعمار بين مسلمي القارة حوالي 17 وهو أقل من معدل الأعمار العام البالغ 18. وبين عام 2050 و2055 من المتوقع أن تنخفض الخصوبة بين مسلمي القارة إلى 3.1 ومن المتوقع أن تبقى أعلى من معدل الخصوبة العام في المنطقة والذي سيبلغ 2.9، ومن المتوقع أن يبقى معدل الخصوبة بين مسلمي أفريقيا جنوب الصحراء الأعلى بين الجماعات الدينية المختلفة في المنطقة، وفي عام 2050 من المتوقع أن يرتفع معدل الأعمار إلى 23 ومن المتوقع أن يبقى أقل من المتوسط العام والذي من المتوقع أن يبلغ 25.

في بوتسوانا، بلغت نسبة المسلمين سنة 2010 نحو 0.4%، ووفقا لمركز بيو، من المتوقع أن ترتفع النسبة إلى 1.8% بحلول 2050. في بوركينا فاسو، بلغت نسبة المسلمين سنة 2010 نحو 61.6%، ووفقا لمركز بيو، من المتوقع أن ترتفع النسبة إلى 64.6% بحلول 2050. وبلغت نسبة خصوبة مسلمي بوركينا فاسو بين السنوات 2010 و2050 حوالي 5.9 وهو أعلى من معدل الخصوبة العام في البلاد (5.7)، وبلغ معدل أعمار مسلمي البلاد حوالي 17 وهو مساوي لمعدل الأعمار العام في البلاد (17). في الكاميرون، بلغت نسبة المسلمين سنة 2010 نحو 18.3%، ووفقا لمركز بيو، من المتوقع أن ترتفع النسبة إلى 22.0% بحلول 2050. وبلغت نسبة خصوبة مسلمي الكاميرون بين السنوات 2010 و2050 حوالي 5.1 وهو أعلى من معدل الخصوبة العام في البلاد (4.3)، وبلغ معدل أعمار مسلمي البلاد حوالي 17 وهو أعلى من عدل الأعمار العام في البلاد (19).
تختلف أغلب الدراسات حول عدد أتباع الطوائف الدينية في نيجيريا، وتقدر أغلبها تساوي عدد المسلمين مع المسيحيين تقريباً، ومن المتوقع بحسب مركز بيو أن يصبح للمسلمين أغلبية طفيفة بحلول عام 2030. وذلك بسبب ارتفاع الخصوبة بين السكان المسلمين، وهو 6.5، بالمقارنة مع 4.5 لدى المسيحيين. وفقاً لتقرير من أسباب الفجوة بين معدل الخصوبة للمرأة المسلمة والمرأة المسيحية في نيجيريا هو سن الزواج المبكر وتدني مستويات التعليم لدى المرأة المسلمة النيجيرية بالمقارنة مع المرأة المسيحية النيجيرية.
ويشير مسح التعداد الأكثر حداثة الذي أجراه معهد الديمغرافيا والصحة بين عام 2011 وعام 2012 إلى أن نسبة المسلمين في بنين بين عينة من الرجال والنساء (بين سن 15-49) هي 24% و22% على الترتيب، ووفقا لمركز بيو، بلغت نسبة المسلمين في بنين 23.8% سنة 2010، ومن المتوقع أن ترتفع النسبة إلى 27.3% بحلول 2050.
في سيراليون، ارتفعت نسبة المسلمين من 35% سنة 1963 إلى نحو 77% سنة 2004، ووفقا لمركز بيو بلغت النسبة سنة 2010 حوالي 78% ومن المتوقع أن تصل إلى 80.4% بحلول 2050. وبلغت نسبة خصوبة مسلمي السيراليون بين السنوات 2010 و2050 حوالي 5 وهو أعلى من معدل الخصوبة العام في البلاد (3.9)، وبلغ معدل أعمار مسلمي البلاد حوالي 18 وهو مساوي لمعدل الأعمار العام في البلاد (18).
في غينيا بيساو، ارتفعت نسبة المسلمين من 30% سنة 1979 إلى 40% سنة 2009، ووفقا لمركز بيو بلغت النسبة سنة 2010 حوالي 48.8%. وبلغت نسب خصوبة مسلمي غينيا بيساو بين السنوات 2010 و2050 حوالي 5.3 وهو أعلى من المعدل العام في البلاد (4.9)، وبلغ معدل الأعمار حوالي 18 بالمقارنة مع معدل الأعمار العم في البلاد (19).
حسب تقرير لمركز بيو عام 2012، كان ربع المسلمين تقريبا في الكونغو الديمقراطية من المتحولين للإسلام، وفي كل من أوغندا وكينيا بلغت نسبة المتحولين للإسلام 11% من المسلمين، وفي الكاميرون بلغت النسبة 9%، وبلغت النسبة في ليبيريا 8%، وفي غانا 6%، و5% في تنزانيا، و3% في كل من نيجيريا وإثيوبيا، و2% في كل من مالي وتشاد، وبلغت 1% في كل من جيبوتي، غينيا بيساو، النيجر والسنغال. وكانت أغلبية المتحولين في الدول السابقة من خلفية مسيحية، أو من معتنقي الأديان الأفريقية التقليدية سابقا. وأشارت تقارير إلى إجبار جماعات إسلامية مسلحة نساء مسيحيات على اعتناق الإسلام في نيجيريا. إلا أنه وفقا لتقرير الولايات المتحدة حول الحقوق الدينية فإنه يوجد تقارير ولكن غير مؤكدة عن وجود تحولات إجبارية للإسلام من المسيحية. وفقا للكاتبة نيكول إيتانو، فإن الإسلام هو أسرع الأديان نموا عن طريق التحول الديني في جنوب أفريقيا، ويعتنق العديد من السود الإسلام والكثير منهم هم من الشباب. وبحسب التعداد السكاني ازدادت نسبة المسلمين في جنوب أفريقيا من 1.4% في عام 1996 إلى 1.5% في عام 2001، ووفقا لمركز بيو وصلت النسبة إلى 1.7% سنة 2010 ومن المتوقع أن ترتفع إلى 2.6% بحلول 2050.

### شمال أفريقيا
وفقا لتقارير، ارتفعت حالات اعتناق الإسلام وسط العمالة الأجنبية في الجزائر، حيث وثقت وزارة الشؤون الدينية الجزائرية تسجيل 1454 حالة تحول للإسلام بين 2010 والنصف الأول من 2016 بين العمالة الأجنبية، وكان أغلبهم من الفرنسيين والصينيين، مع وجود حالات أكثر بكثير من المتحولين للإسلام دون تدوين طلب في الوزارة بحسب الأمين العام للنقابة الوطنية للأئمة وموظفي قطاع الشؤون الدينية. وتقدر وزارة الشؤون الدينية أنه من بين كل 5 متحولين للإسلام في الجزائر يصرح واحد فقط بذلك للجهات المعنية. ووفقا لإحصائيات رسمية في تونس، بلغ عدد معتنقي الإسلام من الأجانب في تونس 273 شخص في 2001 فقط، و187 في الأشهر السبعة الأولى من 2002، وكان أغلبهم من الإيطاليين والألمان والفرنسيين. وبلغ الرقم من فترة 2000 إلى 2010 نحو 4000-4500. بحسب تقارير في المغرب، بلغ عدد معتنقي الإسلام الذين أعلنوا للجهات الرسمية سنة 2007 نحو 2398 متحول جديد، وانخفض الرقم انخفاضا ضئيلا في 2008، بينما كان الرقم في 2006 نحو 2078 شخص. وبلغ الرقم على مدار 8 سنوات (حتى 2008) نحو 9722 شخص، أغلبهم من الفرنسيين. وفي مصر، على الرغم من عدم وجود إحصاءات رسمية، إلا أنه وفقا لتقدير يعتنق الآلاف من المسيحيين الإسلام في مصر كل عام، في حين قدرت الموسوعة المسيحية العالمية الرقم سنة 1982 بين 5800 و7000 معتنق للإسلام سنويا، ووفقا لتقدير آخر سنة 1990 كان الرقم حوالي 15 ألف سنويا، بينما وفقا لتقدير آخر سنة 2001 كان الرقم يتراوح بين 12 ألف و15 ألف سنويا وأغلبها بسبب حالات الزواج والطلاق، وفي 2007 قدر الأسقف بيسينتي الرقم بما بين 5 آلاف إلى 10 آلاف سنويا. بالمقابل يرى الكاهن والباحث سيد موسى المسع، أن هذه الأعداد مبالغ فيها. ويشير باحثون مسيحيون ورجال قانون أن المسيحيين الذين يعتنقون الإسلام في مصر لديهم مشاكل اقتصادية أو اجتماعية أو من الطبقات الأكثر فقراً، بينما بحسب عدد من التقارير يعتنق العديد من المسيحيين المصريين الإسلام للتهرب من القيود الصارمة المفروضة على الطلاق والزواج الثاني في المجتمع القبطي في مصر. وفقا للمنظمة القبطية «المنظمة المصرية الكندية لحقوق الإنسان»، «تمارس جماعات إسلامية عمليات تحويل قسري لأفراد من الجماعة القبطية إلى الإسلام، خصوصاً من الأقباط الفقراء»، إلا أن دراسة للباحث كورنيليس هلسمان وجدت أنه لا يوجد أدلة على حدوث تحولات قسرية. وفقا لتقارير، تجبر المئات من النساء والفتيات المصريات المسيحيات المختطفات على اعتناق الإسلام والزواج من رجال مسلمين، إلا أنه وفقا لإسحاق إبراهيم -خبير قبطي في القضايا الدينية من المبادرة المصرية للحقوق الشخصية- فإن العديد من الحالات ليست دائماً كما تبدو، حيث قال: «كثيراً ما تقول العائلات إن البنات قد تم اختطافهن لإثارة اهتمام وسائل الإعلام والشرطة»، مضيفا: «بعض الفتيات فقط يريدون التحول إلى الإسلام، والكثير منهم يريدون تغيير دينهم لأنهم يحبون رجلا مسلما»، ووفقا لقسوس أرثوذكس سنة 1999، فإن أغلبية حالات اعتناق الإسلام في مصر هي لإناث من دون 25 عاما وتكون في الغالب ناتجة عن الهروب من مشاكل داخل الأسرة المسيحية أو الزواج من شركاء أفضل حالاً من الناحية الاقتصادية، وعلى الرغم من عدم وجوب اعتناق الإسلام بمجرد الزواج، لكن الكثير يفعل ذلك. وغالبا ما يكون رد فعل العائلات المسيحية على ذلك عاطفياً، وكثيراً ما يتهمون المسلمين باختطاف المسيحيين الشباب.

## الأمريكتان
وفقا لمركز بيو، من المتوقع أن ترتفع نسبة المسلمين في أمريكا الشمالية من 1% من عدد السكان في 2010 إلى 2.4% في 2050. ومن المتوقع أن يعيش أقل من 1% من مسلمي العالم في أمريكا الشمالية عام 2050. ووفقًا لتوقعات لمركز بيو للأبحاث للفترة بين 2010-2050 حول أعداد المسلمين، لن يكون التحول إلى الإسلام سبباً في نمو السكان المسلمين في أمريكا الشمالية، حيث وفقًا لنفس الدراسة ستتخطى أعداد تاركي الإسلام أعداد المتحولين للإسلام بنحو 580,000 شخص (0.2% من سكان القارة)، ومن المتوقع بين 2010 و2050 أن يتحول 270,000 إلى الإسلام في مقابل ترك 850,000 شخص لها خلال هذه الفترة. ومن المتوقع أن تؤثر الهجرة إيجابياً على نسبة المسلمين في أمريكا الشمالية بين 2010 و2050 بزيادة بنحو 1% من سكان المنطقة. بين عام 2010 وعام 2015 كانت معدل الخصوبة بين مسلمي أمريكا الشمالية الأعلى بين الجماعات الدينية في القارة والذي قدر بحوالي 2.7 وهو أعلى أيضاً من معدل الخصوبة العام في المنطقة البالغ 2، وفي عام 2010 كانت معدل الأعمار بين مسلمي القارة حوالي 26 وهو أقل من معدل الأعمار العام البالغ 37. وبين عام 2050 و2055 من المتوقع أن تنخفض الخصوبة بين مسلمي القارة إلى 2.6 ومن المتوقع أن تبقى أعلى من معدل الخصوبة العام في المنطقة والذي سيبلغ 2، ومن المتوقع أن يبقى معدل الخصوبة بين مسلمي أمريكا الشمالية الأعلى بين الجماعات الدينية المختلفة في المنطقة، وفي عام 2050 من المتوقع أن يرتفع معدل الأعمار إلى 37 ومن المتوقع أن يبقى أقل من المتوسط العام والذي من المتوقع أن يبلغ 42. ومن المتوقع أن تظل نسبة المسلمين في أمريكا اللاتينية والكاريبي ثابتة تقريبا في 2050 أي حوالي 0.1%.
تتألف المجتمعات المسلمة في الأمريكتين من المهاجرين من مناطق مسلمة تاريخيًا مثل الشرق الأوسط وجنوب شرق آسيا الذين استقروا في المنطقة، وعددًا متزايدًا من المتحولين للإسلام. المهاجرون وأحفادهم هم غالبية المسلمين في أمريكا الجنوبية، ولا سيما في الأرجنتين والبرازيل، بينما المتحولون للإسلام أكثر بروزا في المكسيك ومنطقة البحر الكاريبي.
وفقاُ لتقرير مركز بيو للأبحاث يعود إلى عام 2015 في عام 2010 كانت نسبة المسلمين في المكسيك أقل من 0.1% أي حوالي 10,000، ومن المتوقع أن تبقى النسبة أقل من 0.1% أي حوالي 10,000، بينما في تقرير آخر للمركز يعود إلى عام 2011 من المتوقع أن ترتفع أعداد المسلمين من حوالي 111,000 في 2010 إلى 126,000 في 2030. وفقاً لتعداد السكاني عام 2010 في المكسيك تصل أعداد المسلمين في المكسيك إلى حوالي 3,760 أي أقل من 0.01% من السكان. بينما وفقا لموقع ورلد بولتين بلغ عدد المسلمين في المكسيك نحو 110 ألف شخص اعتماداً على معطيات مركز بيو للأبحاث في عام 2009، ويشير التقرير أنه وفقاً لمقالة جامعة ويسكونسن ماديسون فإن نصف مسلمي المكسيك من المتحولين للإسلام، حيث تتزايد أعداد المتحولين للإسلام، ويتحول بعض المكسيكيون من المسيحية الكاثوليكية للإسلام وفقا لمصدر، ووفقا لتقديرات أخرى تتراوح أعداد المتحولين للإسلام في المكسيك بين بضعة آلاف وبين أكثر من مائة ألف، لكن على الرغم من ذلك فهم يشكلون أقل من 1% من سكان المكسيك، ومعظم الباحثين يجدون أن إحصاء المسلمين بحوالي 3000 هو أقل من الواقع بكثير.
وفقا لتقرير مركز بيو نشر في عام 2011، من المتوقع أن ترتفع نسبة المسلمين في الأرجنتين من 2.5% في عام 2010 إلى 2.6% في عام 2030، ومن المتوقع أن ترتفع أعداد المسلمين من 1,000,000 في عام 2010 إلى 1,233,000 في عام 2030. ووفقا لدراسة مركز بيو للأبحاث نشرت في عام 2015، من المتوقع أن تنخفض نسبة المسلمين في الأرجنتين من 0.9% في عام 2030 إلى 0.7% في عام 2050، وأن تنخفض أعداد المسلمين من 410,000 في عام 2030 إلى 370,000 في عام 2050. بينما وفقا لتقديرات أخرى تابعة لوزارة الخارجية الأمريكية، تتراوح أعداد المسلمين في الأرجنتين بين 450 ألف شخص ومليون. ووفقا للموسوعة المسيحية العالمية، بلغت نسبة المسلمين نحو 1.9% من السكان سنة 2010.
ووفقاُ لمركز بيو للأبحاث في عام 2010 كانت نسبة المسلمين في البرازيل 0.1% أي حوالي 204,000، ومن المتوقع أن تبقى النسبة 0.1% أي حوالي 227,000 في عام 2030، ووفقا لدراسة مركز بيو للأبحاث نشرت في عام 2015، من المتوقع أن تبقى نسبة المسلمين في البرازيل أقل من 0.1% بين عام 2030 وعام 2050، ومن المتوقع أن ترتفع أعداد المسلمين من 40,000 في عام 2030 إلى 50,000 في عام 2050. وفقاً للتعداد السكاني البرازيلي عام 2010 يصل أعداد المسلمين في البرازيل إلى حوالي 37,167 شخص. بالمقابل تعطي العديد من المصادر تقديرات أكبر، بحسب موقع المجتمع الإسلامي وبحسب تقديرات من أكاديميين يبلغ عدد المسلمين بين 700 ألف ومليون ونصف في البرازيل، وينمو العدد بأرقام صغيرة لكن بثبات من خلال التحول للإسلام والهجرة، وفقا للأستاذ الجامعي باولو جابرييل بينتو من جامعة ريو دي جانيرو. ويشير مصدر أن التقييمات لأعداد المسلمين في البرازيل مختلفة، وفقا لتعداد عام 2010، هناك ما يقرب من 35,200 مسلم، في حين أن اتحاد الجمعيات الإسلامية في البرازيل يعتبر أن العدد أقرب إلى حوالي 1.5 مليون. بينما يقدر المراقبون الآخرون أن هناك ما يقرب من 400,000-500,000 مسلم في البرازيل. وقد ازدادت أعداد المتحولين للإسلام بين السكان غير العرب وفقا لوزارة الخارجية الأمريكية.
تعد سورينام أكبر دول الأمريكتين في نسبة المسلمين لديها، حيث يعد نحو 13.5% من سكانها مسلمين، ويليها غويانا (6.4%)، ثم ترينداد وتوباغو (5.9%). وتعود أصول المسلمين في هذه الدول إلى المهاجرين من إندونيسيا ودول جنوب آسيا.

### الولايات المتحدة
بين عام 2010 وعام 2015 كانت معدل الخصوبة بين مسلمي الولايات المتحدة حوالي 2.8 وهو أعلى من معدل الخصوبة العام في البلاد البالغ 2.1، وفي عام 2010 كانت معدل الأعمار بين مسلمي البلاد حوالي 24 وهو أقل من معدل الأعمار العام البالغ 37. وفقا لمصادر، فقد ارتفعت أعداد المتحولين للإسلام في الولايات المتحدة خصوصا بعد هجمات 11 سبتمبر. بحسب تقرير لبي بي سي: «جذب الإسلام متحولين من جميع الخلفيات، وأبرزهم الأمريكيون من أصل أفريقي». تقدر دراسات تحول حوالي 30,000 إلى الإسلام سنويا في الولايات المتحدة، أو 40,000 وفقاً لدليل أكسفورد للتحويل الديني، أو حوالي 100,000 شخص سنويا كما يزعم مسح أمريكي، ومعظمهم من النساء. ويشير المصدر أن هناك القليل من البيانات المتاحة عن عدد المتحولين. وتشير دراسة لمركز بيو في عام 2007 أن 23% من المسلمين الأمريكيين لم يولدوا مسلمين ولكن تحولوا إلى الإسلام، وكان 77% منهم من المسيحيين سابقا، أي أنه بحسب الدراسة كان هناك حوالي نصف مليون أمريكي متحول للإسلام بحلول 2007. وتشير الدراسة أنَّ اعتناق الإسلام لا يلعب دورًا كبيرًا في تزايد عدد المسلمين في الولايات المتحدة؛ وبحسب الدراسة والتي قامت بها مركز بيو للأبحاث للأبحاث عام 2017 حوالي 23% ممن نَشَأُوا كمسلمين في الولايات المتحدة ارتدوا عن الإسلام لاحقاً، وحوالي 55% منهم أصبحوا لادينيين، وأصبح 22% منهم مسيحيين، ووفقا لمركز بيو، فإن أقل من 0.3% من إجمالي البالغين في الولايات المتحدة هم من المتحولين إلى الإسلام، كما أن أقل من 0.3% من إجمالي البالغين في الولايات المتحدة هم من المسلمين السابقين. وبالتالي تتساوى تقريباً أعداد الأشخاص الذين يعتنقون الإسلام وأولئك الذين يتركون الإسلام في الولايات المتحدة وفقا لمعهد بيو، بينما وفقا لمصدر آخر كان أكثر من 40% من مسلمي الولايات المتحدة من المتحولين للإسلام. وبحسب مصدر آخر، بين 30-42% من المسلمين الأمريكيين هم أمريكيون أفارقة تحولوا إلى الإسلام. ووفقا لمعهد بيو، فإن الإسلام إلى جانب الهندوسية واليهودية هم أعلى الأديان حفاظا على التابعين الذين نشأوا على دينهم في الولايات المتحدة. بينما وفقا لتقرير سي إن إن فقد بلغ عدد المتحولين للإسلام في الولايات المتحدة نحو 1.5 مليون شخص ويمثلون ربع إجمالي السكان المسلمين. وفقاً لتقرير بيانات من المسح الاجتماعي العام نشرته مجلة الشؤون الخارجية في عام 2007 وجدت أنَّ 32% من الأمريكيين الذين تربوا على الإسلام تركوا الإسلام في سن الرشد، وحوالي 18% أصبحوا لادينيين. وبحسب تقرير لمجلة ذي إيكونوميست عام 2018 فإن أعداد المسلمين السابقين في الولايات المتحدة آخذ في الارتفاع. وفقاً لروبرت د. بوتنام الأستاذ جامعة هارفارد، هناك أعداد متزايدة من المسلمين الأمريكيين الذين يتركون عقيدتهم ويصبحون بلا ديانة، تبرز هذه الظاهر بين الأمريكيين من أصول إيرانية والذين هم أقل تديناً بالمقارنة مع الأمريكي العادي، حيث وفقاً لدراسة تحالف الشؤون العامة للأميركيين الإيرانيين لعينة من نحو 400 شخص أمريكي إيراني انخفضت نسبة المسلمين بين الأميركيين الإيرانيين من 42% في عام 2008 إلى 31% في عام 2012. ويقدر دادلي دبري الباحث في الإسلام، أنّ حوالي 20,000 مسلم في الولايات المتحدة يصبح مسيحيًا سنويًا، بينما يقدر الكاتب والمخرج جويل ريتشاردسون أنّ حوالي 60,000 أمريكي تربى على المسيحية في الولايات المتحدة يصبح مسلما سنويًا. وفقا لمصدر، فإن الإسلام أسرع الطوائف الدينية نموا من خلال التحول في السجون الأمريكية، ووفقا لتقرير فإن 80% ممن يغيرون دينهم في السجون الأمريكية يعتنقون الإسلام. وقد اتهمت بعض المنظمات الإسلامية هيئات التقديرات السكانية الأمريكية بتسريب أرقام سكانية منخفضة زورًا تنسب إلى المسلمين في الولايات المتحدة لتبرير تهميش المسلمين.

### كندا
في 1981، كان هناك 98,000 مسلم في كندا. وأوضح تعداد 1991 وجود 253,265 مسلم في البلاد. إحصاءات 2006 أشارت إلى نحو 800,000 مسلم. في مايو 2013، مثل المسلمون 3.2% من إجمالي السكان، وبلغ عددهم أكثر من مليون، وأصبح الإسلام أسرع الأديان نموا في كندا. ومن المتوقع بحسب مركز بيو أن تصبح النسبة نحو 5.5% من السكان في 2050. وبين عام 2010 وعام 2015 كانت معدل الخصوبة بين مسلمي كندا حوالي 2.4 وهو أعلى من معدل الخصوبة العام في البلاد البالغ 1.6، ويعود الزيادة في أعداد المسلمين في كندا أيضاً إلى الهجرة أساساً خصوصاً من القادمين من باكستان والبوسنة والهرسك وألبانيا واليمن وبنغلاديش. كما أنَّ معدل الخصوبة للمسلمين في كندا أعلى من معدل الخصوبة بين الكنديين من أتباع الأديان الأخرى، حيث أن هناك 2.4 طفل لكل امرأة للمسلمين، بالمقارنة بـ 1.6 طفل لكل امرأة للكنديين من أتباع الأديان الأخرى. ويعد التحول للإسلام في كندا ظاهرة متنامية وفقا لدراسة الباحث سكوت فلاور، ولكنه يجد صعوبة في تقدير أرقام محددة.

## أوروبا
حسب عدد من المصادر يعتبر الإسلام هو الدين الأسرع نموًا في أوروبا، وتكشف معطيات معدلات نمو الإسلام في أوروبا أن العدد المتزايد للمسلمين يرجع في المقام الأول إلى الهجرة وارتفاع معدلات المواليد. وفقَا لمركز بيو للدراسات، كان عدد السكان المسلمين في أوروبا (باستثناء تركيا) نحو 30 مليون في عام 1990، وحوالي 44 مليون في عام 2010 (منهم ما يقرب من 19 مليون في الاتحاد الأوروبي، واستنادًا إلى احصائية يوروباروميتر لعام 2015 حوالي 1.8% من سكان الاتحاد الأوروبي من المسلمين.)، ومن المتوقع أن يرتفع إلى 58 مليون بحلول عام 2030. ومن حيث النسبة المئوية، ارتفعت نسبة السكان المسلمين من 4.1% من سكان أوروبا في عام 1990 إلى 5.9% في عام 2010 وسوف تستمر في الزيادة بما يقرب من الثلث على مدى السنوات ال 20 المقبلة، لتصل إلى 8% في عام 2030. ووفقا لمركز بيو، من المتوقع أن ترتفع نسبة المسلمين في أوروبا إلى 10.2% من سكان القارة في 2050، ومن المتوقع أن يعيش أقل من 2% من مسلمي العالم في أوروبا عام 2050. ووفقا لمركز بيو، من المتوقع أن تؤثر الهجرة إيجابياً على نسبة المسلمين في أوروبا بين 2010 و2050 بنحو 1.8% من سكان المنطقة. في بعض البلدان، من المتوقع أن يكون للهجرة التأثير أكبر. منها السويد حيث ستزداد نسبة المسلمين من السكان بسبب الهجرة بحلول عام 2050، بنحو 5.6%. وبالإضافة إلى السويد، فإن الدول الأوروبية التي يتوقع أن تحقق فيها الهجرة أكبر تأثير على السكان المسلمين - وهو فارق لا يقل عن ثلاث نقاط مئوية - هي النرويج وإسبانيا والمملكة المتحدة. في معظم دول أوروبا الغربية تفوق أعداد المواليد بين المسلمين أعداد الوفيات بين عام 2010 وعام 2015، وفي 21 دولة معظمها في أوروبا الشرقية لا يوجد فارق كبير بين أعداد المواليد وأعداد الوفيات، ولا توجد أي دولة أوروبية فيها أعداد الوفيات بين المسلمين تتجاوز فيها أعداد المواليد. وفقًا لتوقعات لمركز بيو للأبحاث للفترة بين 2010-2050 حول أعداد المسلمين، لن يكون التحول إلى الإسلام سبباً في نمو السكان المسلمين في أوروبا، حيث وفقًا لنفس الدراسة ستتخطى أعداد تاركي الإسلام أعداد المتحولين للإسلام في أوروبا بنسبة طفيفة، وسيبلغ صافي الخسارة (60,000) بسبب التحول الديني، ويتوقع المركز أن يتحول 1,580,000 إلى الإسلام في مقابل ترك 1,640,000 شخص لها خلال هذه الفترة.
وتكشف البيانات عن معدلات نمو الإسلام في أوروبا أن العدد المتزايد للسكان المسلمين يرجع أساسًا إلى الهجرة ونسبة الولادة. ويجادل إريك كوفمان من جامعة لندن بأن السبب الرئيسي وراء نمو الإسلام السكاني، ليس بسبب التحول إلى الإسلام، ولكن في المقام الأول إلى طبيعة الدين وكما يسميها «المؤيدة للإنجاب»، حيث يميل المسلمون إلى إنجاب المزيد من الأطفال. لدى النساء المسلمات في عام 2010 متوسط 2.2 طفل مقارنة بمتوسط يقارب 1.5 طفل لدى المرأة غير المسلمة في أوروبا. في حين من المتوقع أن ينخفض معدل المواليد المسلمين في أوروبا، خلال العقدين القادمين لكنه سوف يبقى أعلى قليلاً مما كان عليه لدى السكان غير المسلمين، بإستثناء الهولنديون-الأتراك، الذين لديهم معدل المواليد أقل (1.7) من الهولنديين أنفسهم (1.8). وبحسب دراسة نشرتها مركز بيو للأبحاث عام 2017 بين منتصف عام 2010 ومنتصف 2016، كانت الهجرة هي العامل الأكبر في نمو أعداد المسلمين في أوروبا. حيث ما يقدر بنحو 2.5 مليون مسلم إلى أوروبا لأسباب أخرى غير طلب اللجوء، مثل العمل أو الذهاب إلى المدرسة. في حين حوالي 1.3 مليون مسلم على وضع اللجوء، مما يسمح لهم بالبقاء في أوروبا. وكان النمو الطبيعي هو السبب الثانوي في زيادة أعداد المسلمين في أوروبا، حيث تجاوزت أعداد الولادات بين المسلمين أعداد الوفيات بحوالي 2.9 مليون خلال هذه الفترة. وقدرت الدراسة أن التحول الديني كان عامل صغير في تغير الأعداد بين السكان المسلمين، حيث تخطت أعداد تاركي الإسلام أعداد المتحولين للإسلام في أوروبا في هذه الفترة.
بين عام 2010 وعام 2015 كانت معدل الخصوبة بين مسلمي أوروبا الأعلى بين الجماعات الدينية المختلفة والذي قدر بحوالي 2.1 وهو أعلى أيضاً من معدل الخصوبة العام في المنطقة البالغ 1.6، وفي عام 2010 كانت معدل الأعمار بين مسلمي القارة حوالي 32 وهو أقل من معدل الأعمار العام البالغ 40. وبين عام 2050 و2055 من المتوقع أن تنخفض الخصوبة بين مسلمي القارة إلى 2.3 ومن المتوقع أن تبقى أعلى من معدل الخصوبة العام في المنطقة والذي سيبلغ 1.9، ومن المتوقع أن يبقى معدل الخصوبة بين مسلمي أوروبا الأعلى بين الجماعات الدينية المختلفة في المنطقة، وفي عام 2050 من المتوقع أن يرتفع معدل الأعمار إلى 39 ومن المتوقع أن يبقى أقل من المتوسط العام والذي من المتوقع أن يبلغ 46.
استنادًا إلى معدل النمو الحالي للإسلام في أوروبا، في عام 2030، من المتوقع أن يشكل المسلمين أكثر من 10% من إجمالي عدد السكان في 10 دول أوروبية: كوسوفو (93.5%)، وألبانيا (83.2%)، والبوسنة والهرسك (42.7%)، وجمهورية مقدونيا (40.3%)، والجبل الأسود (21.5%)، وبلغاريا (15.7%)، وروسيا (14.4%)، وجورجيا (11.5%)، وفرنسا (10.3%) وبلجيكا (10.2%). وبين عام 2010 وعام 2015 كانت معدل الخصوبة بين مسلمي فرنسا حوالي 2.9 وهو أعلى من معدل الخصوبة العام في البلاد البالغ 2، وفي عام 2010 كانت معدل الأعمار بين مسلمي البلاد حوالي 38 وهو أقل من معدل الأعمار العام البالغ 40. وبين عام 2010 وعام 2015 كانت معدل الخصوبة بين مسلمي بلجيكا حوالي 2.7 وهو أعلى من معدل الخصوبة العام في البلاد البالغ 1.8، وفي عام 2010 كانت معدل الأعمار بين مسلمي البلاد حوالي 27 وهو أقل من معدل الأعمار العام البالغ 41. وبحلول عام 2050، من المتوقع أن يشكل المسلمون أكثر من 10% من إجمالي عدد السكان في 3 دول أخرى (ليكون الإجمالي 13 دولة)، وهي السويد (12.4%) المملكة المتحدة (11.3%) وألمانيا (10%). وبين عام 2010 وعام 2015 كانت معدل الخصوبة بين مسلمي السويد حوالي 2.9 وهو أعلى من معدل الخصوبة العام في البلاد البالغ 1.9، وفي عام 2010 كانت معدل الأعمار بين مسلمي البلاد حوالي 32 وهو أقل من معدل الأعمار العام البالغ 41. وبين عام 2010 وعام 2015 كانت معدل الخصوبة بين مسلمي المملكة المتحدة حوالي 2.8 وهو أعلى من معدل الخصوبة العام في البلاد البالغ 1.9، وفي عام 2010 كانت معدل الأعمار بين مسلمي البلاد حوالي 26 وهو أقل من معدل الأعمار العام البالغ 40. وبين عام 2010 وعام 2015 كانت معدل الخصوبة بين مسلمي ألمانيا حوالي 2.1 وهو أعلى من معدل الخصوبة العام في البلاد البالغ 1.5، وفي عام 2010 كانت معدل الأعمار بين مسلمي البلاد حوالي 30 وهو أقل من معدل الأعمار العام البالغ 44.
وفقا لمركز بيو، كانت كل من جمهورية مقدونيا والبوسنة والهرسك بلدان ذات أغلبية مسيحية سنة 2010 ومن المتوقع أن تصبح ذات أغلبية مسلمة بحلول سنة 2050. ويشير الباحثين أن جمهورية مقدونيا قد تصبح دولة ذات أغلبية مسلمة بسبب قلة الخصوبة المواليد بين المسيحيين (1.1) مقارنًة بمسلمي مقدونيا (1.8)، كما أن معدل الوفيات بين مسيحي مقدونيا بسبب ارتفاع السن أعلى بالمقارنة مع مسلمي مقدونيا. بالمقابل يشكك باحثين مقدونيين في المعطيات المعتمد عليها من عام 2010. ومن المتوقع أيضاً أن تصبح البوسنة والهرسك دولة ذات أغلبية مسلمة بسبب قلة المواليد والهجرة بين المسيحيين (1.1) مقارنًة بمسلمي البوسنة والهرسك (1.6). وفقاً لدراسة ترعاها حكومة كاتالونيا انخفضت نسبة المسلمين في كتالونيا من 7.2% عام 2014 إلى 4.8% في عام 2016.
وفقاً لدراسة مركز بيو للأبحاث لم يلعب التحول الديني في التغير في عدد السكان المسلمين، بين عام 2010 وعام 2016 تخطت أعداد تاركي الإسلام أعداد المتحولين للإسلام في أوروبا وبلغ صافي الخسارة حوالي 160,000. ويواجه العديد من المسلمين الذين يتركون الإسلام الرفض الاجتماعي وأحياناً القتل. وأشار تقرير لصحيفة الغارديان عام 2015 إلى ازدياد أعداد الشباب المرتدين عن الإسلام في المملكة المتحدة. وأشارت مصادر مختلفة أن الآلاف من طالبي اللجوء المسلمين للدول الأوروبية يبتعدون عن دينهم ويعتنقون المسيحية وسط العنف المستمر في الشرق الأوسط. ووفقا لمصادر، فإن العديد من اللاجئين المسلمين ممن يتحولون للمسيحية يهدفون لتحسين فرصهم في قبول طلبات اللجوء خصوصا في ألمانيا وبريطانيا، على الرغم من تصريح معظمهم بأن الاعتقاد الصحيح هو الذي دفعهم لاعتناق المسيحية.
بالمقابل يفوق عدد المتحولين الإناث عدد الذكور الذين تحولوا إلى الإسلام بحسب أغلب المصادر. في معظم البلدان الأوروبية الغربية، يشكل المتحولون من 1% إلى 5% من السكان المسلمين. هناك بعض التقديرات أن "كل دولة في أوروبا الغربية لديها حوالي 10.000 على الأقل من المتحولين إلى الإسلام. هناك حوالي 100,000 من السكان المتحولين إلى الإسلام في المملكة المتحدة بحسب مصادر. في بريطانيا، فإن حوالي 6,000 شخص يعتنق الإسلام سنويًا، أو 5000 بحسب مصدر آخر، وفقًا لمقالة في يونيو 2000 في المسح الشهري حول عدد المسلمين البريطانيين كان الجزء الأكبر من المسلمين المتحولين الجدد في بريطانيا من النساء. وبحسب دراسة يشكل المتحولين للإسلام حوالي 4% من مجمل المسلمين البريطانيين أو 0.2% من مجمل سكان المملكة المتحدة. وتشير دراسة حديثة قام بها يحيى بيرت، والتي استخدمت أرقام إحصائية للتوصُّل إلى أن عدد المتحولون البيض في بريطانيا يصل إلى حوالي 14,200. ووفقا لنقابة موظفي السجون في المملكة المتحدة، قام بعض السجناء المسلمين في المملكة المتحدة بإجبار زملائهم السجناء إلى التحول للإسلام في السجون. وشهدت فرنسا تحولاً إلى العقيدة الإسلامية ضعف ما كان عليه في ربع القرن الماضي. حسب أحد المصادر، قال برنارد غودار المسؤول عن القضايا الدينية في وزارة الداخلية في فرنسا هناك ما يقدر من 100,000 من المسلمين المتحولين (أو 200 ألف بحسب المنظمات الإسلامية)، مقارنة مع حوالي 50,000 في عام 1986. وتشير إحدى الإحصاءات لاعتناق نحو 3600 شخص الإسلام سنويا في فرنسا (أو 4000 سنويا)، وترى منظمة إسلامية أن العدد الذي يقصد المساجد لتأكيد التحول يبلغ نحو 800 شخص سنويا، ويعطي بريان فارمر تقديرا مرتفعا وهو 50 ألف معتنق للإسلام في فرنسا سنويا. حسب دراسة أخرى، بلغ عدد المتحولين الألمان للإسلام نحو 100 ألف (أو 215 ألف وفقا لحليم إدريس)، ووفقاً لموقع صحيفة يديعوت أحرونوت بلغ عدد المتحولين الألمان إلى الإسلام نحو 5000 في الفترة بين يوليو 2004 ويونيو 2005 فقط، بينهم نسبة عالية من فئة ذوي المرتبات العالية، بعد أن كانت الأغلبية سابقاً من النساء اللوات تزوجن رجال من المسلمين والذي كان حوالي 300. أشارت إحصاءات إلى تحول نحو 10 آلاف إلى الإسلام في سويسرا ونحو 6 آلاف في السويد وبين 2000 إلى 6000 في الدنمارك و3000 (أو 17 ألف وفقا لحليم إدريس) في هولندا والنرويج، وبين 6 آلاف إلى 30 ألف (أو 56 ألف وفقا لحليم إدريس) في بلجيكا، وحسب صحيفة لوسوار بلغ العدد نحو 40 ألف متحول للإسلام في بلجيكا خلال السنوات القليلة الماضية. حسب دراسة، فإنه يوجد ما لا يقل عن 50 ألف متحول للإسلام في إسبانيا في السنوات الأخيرة (بحلول سنة 2007). وبحسب فريسينا فمن بين 1.2 مليون مسلم في إيطاليا لا تتعدى أعداد المتحولين إلى الإسلام 10,000 شخص. وفقا لرئاسة الشؤون الدينية في تركيا، تحول 9779 شخص أجنبي إلى الإسلام بين 2000 و2013، وكان معظمهم من أتباع الدين المسيحي. وبينما لا توجد إحصائيات رسمية حول العدد الدقيق للسويديين المتحولين إلى الإسلام، لكن بحسب آن صوفي روالد، وهي مؤرخة للأديان في جامعة مالمو، تقدر أن عدد المتحولين من كنيسة السويد اللوثرية إلى الإسلام هو حوالي 3,500 شخص منذ عام 1960. وتقول رولد أيضًا أن التحويلات الدينية تحدث أيضًا من الإسلام إلى كنيسة السويد اللوثرية، وأكثرها من قبل الإيرانيين، ولكن أيضًا من قبل العرب والباكستانيين.

## التحول
قال جيمس بيل المساهم الرئيسي في وضع الدراسة التي أجراها معهد بيو حول المسلمين، متحدثاً لوكالة فرانس برس أن «اعتناق الإسلام لا يلعب دورًا كبيرًا في تزايد عدد المسلمين في العالم»؛ مشيرًا بصورة خاصة في هذا الصدد إلى معدلات الإنجاب. يعد حساب عدد المتحولين إلى أي دين أمرًا صعبًا، لأن بعض التعدادات الوطنية تسأل الناس عن دينهم، لكنهم لا يسألون عما إذا كانوا قد تحولوا إلى دينهم الحالي، وفي بعض البلدان، تجعل العواقب القانونية والاجتماعية التحول أمرًا صعبًا، مثل حكم الإعدام لترك الإسلام في بعض الدول الإسلامية. البيانات الإحصائية عن التحول من الإسلام وإليه شحيحة. وفقًا لدراسة نُشرت في 2011 بواسطة مركز بيو للأبحاث، تشير المعلومات القليلة المتوفرة إلى أن التحول الديني ليس له تأثير صافٍ على نمو المسلمين؛ حيث أن عدد الأشخاص الذين اعتنقوا الإسلام يشبه إلى حد كبير أولئك الذين يتركون الإسلام، حيث أشارت الدراسة إلى معدل المواليد كسبب رئيسي لنمو الإسلام.
بينما وفقًا لدراسة أخرى أحدث نُشرت في عام 2015 من قبل مركز بيو للأبحاث، من المتوقع أن يشهد الإسلام مكاسب «متواضعة» قدرها 3 ملايين معتنق من خلال التحول الديني بين عامي 2010 و 2050، وعلى الرغم من هذا التأثير المتواضع، فإن هذا سيجعل الإسلام في حال مقارنته مع الأديان الأخرى ثاني أكبر دين من حيث المكاسب الصافية من خلال التحول الديني بعد اللادينية، حيث من المتوقع أن يترك نحو 9.4 مليون شخص الإسلام، في مقابل تحول 12.6 مليون شخص إليها خلال هذه الفترة. وفقاً لدراسة أجراها مركز بيو للأبحاث عام 2016، وجد أن 0.3% فقط (500,000 شخص) من النمو السكاني للمسلمين بين عام 2010 وعام 2015 كان بسبب التحول إلى الإسلام، في حين كانت النسبة الساحقة من الزيادة (152,000,000) في النمو السكاني الإسلامي نتيجة طبيعية للزيادة (الولادات ناقص الوفيات). وبحسب كتاب «دليل أكسفورد للتحول الديني» الذي كتبه أستاذ بعثات التبشير المسيحية تشارلز إي فرهاديان، وأستاذ علم النفس الديني لويس رامبو، يحل الإسلام في الترتيب الثاني من حيث صافي الربح من المتحولين والذي يقدر بحوالي مليون سنوياً وذلك بعد المسيحية، بينما وفقاً لموسوعة جينيس، في الفترة بين الأعوام 1990-2000، ما يقرب من 12.5 مليون شخص تحول إلى الإسلام أكثر من الأشخاص الذين تحولوا إلى المسيحية. ووفقاً لمصادر مختلفة، توجد مجتمعات ملحوظة من المتحولين للإسلام في مناطق مختلفة مثل الشرق الأوسط، أفريقيا جنوب الصحراء، الولايات المتحدة، أوروبا الغربية، المكسيك ومنطقة الكاريبي، وبعض دول آسيا والبرازيل.
أفادت التقارير في عام 2013 أن حوالي 5000 بريطاني يعتنقون الإسلام كل عام، ومعظمهم من النساء. وفقًا لإحصاء سكاني سابق عام 2001، وجدت أن هناك زيادة قدرها 60.000 تحول إلى الإسلام في المملكة المتحدة. قال العديد ممن اعتنقوا الإسلام إنهم عانوا من عداء عائلاتهم. وفقًا لتقرير صادر عن شبكة CNN، فإن «الإسلام اجتذب المتحولين من جميع مناحي الحياة، ومن أبرزهم الأمريكيين الأفارقة». وفقًا لهافينغتون بوست، «يقدر المراقبون أن ما يصل إلى 20 ألف أمريكي يعتنقون الإسلام سنويًا.» معظمهم من النساء والأمريكيين الأفارقة. يقول الخبراء إن معدل اعتناق الإسلام قد تضاعف في السنوات الـ 25 الماضية في فرنسا، فمن بين ستة ملايين مسلم في فرنسا، هناك حوالي 100 ألف متحول للإسلام. تشير بعض الدرسات إلى تحول أتباع ديانات أخرى أو لادينيين إلى الإسلام، قدرت آن صوفي رولد مؤرخة الأديان في جامعة مالمو أنه بين عام 1960 حتى عام 2007 تحول 3,500 مسيحي إلى الإسلام في السويد، وفقاً للباحثين جون جارارد وكارول جارارد من جامعة برينستون فإن معظم المسيحيين الروس الذين اعتنقوا الإسلام هم في الأساس من النساء اللاتي اعتنقن الإسلام بعد زواجهن من أزواجهن المسلمين، زعم الشيخ أحمد الطيب -رئيس جامعة الأزهر حينها- عام 2008 تحول ألف مسيحي شهرياً للإسلام ومجيئهم لجامعة الأزهر، إلا أن الباحث المسيحي للإسلام ريك لاف ومركز بيو للأبحاث يشككان في دقة الرقم. وفقًا لمركز بيو للأبحاث، فإن عدد الأمريكيين الذين تحولوا إلى الإسلام يساوي تقريبًا عدد المسلمين الأمريكيين الذين تركوا الدين. حوالي 77% من المتحولين الجدد للإسلام في الولايات المتحدة هم من خلفية مسيحية، بينما 19% قادمين من خلفية لادينية. في حين أن 55% من المسلمين الذين تركوا الإسلام تحولوا إلى اللادينية، وحوالي 22% تحولوا إلى المسيحية. يذكر أن معظم المسيحيين المتحولين إلى الإسلام في الولايات المتحدة من هم من الأمريكيون الأفارقة. حسب تقرير لمركز بيو عام 2012، كان أغلب المتحولين إلى الإسلام في الكونغو الديمقراطية، وأوغندا، وكينيا، والكاميرون، وليبيريا، وغانا، وتنزانيا، ونيجيريا، وإثيوبيا، ومالي، وتشاد، وجيبوتي، وغينيا بيساو، والنيجر والسنغال من خلفية مسيحية أو من معتنقي الأديان الأفريقية التقليدية سابقا. في حين كانت أغلبية المتحولين إلى الإسلام في كازاخستان، وأوزبكستان، وقيرغيزستان، وطاجيكستان، وتركيا قد تحولت من الإلحاد أو اللادينية.

## أنظر أيضا
- التحول إلى الإسلام.

- النمو السكاني للمسيحيين.